# Liste der Mitglieder der Badischen Ständeversammlung 1885 bis 1886
Diese Liste umfasst die Mitglieder der Ständeversammlung des Großherzogtums Baden für die Sessionen des 32. ordentlichen Landtags. Die Eröffnung fand am 12. November 1885 statt. Die Schlusssitzung fiel auf den 15. April 1886. Insgesamt fanden 23 Sitzungen der Ersten Kammer und 61 Sitzungen der Zweiten Kammer statt. Die Sitzungsperiode war vom 5. Dezember 1885 bis zum 14. Januar 1886 unterbrochen.

## Präsidium der Ersten Kammer
Präsident: Freiherr Karl Rüdt von Collenberg-Bödigheim 

1. Vizepräsident: Graf Friedrich von Berlichingen 

2. Vizepräsident: Geheimrat Karl Knies 

## Mitglieder der Ersten Kammer

### Prinzen des Hauses Baden
- Erbgroßherzog Friedrich von Baden (war nie anwesend)
- Prinz Wilhelm von Baden (war nie anwesend)
- Prinz Karl von Baden

### Standesherren
- Fürst Karl Egon zu Fürstenberg (war nie anwesend)
- Fürst Ernst zu Leiningen (war nie anwesend)
- Fürst Erwein von der Leyen (war nie anwesend)
- Fürst Wilhelm zu Löwenstein-Wertheim-Freudenberg
- Fürst Karl zu Löwenstein-Wertheim-Rosenberg (war nie anwesend)
- Graf Karl Wenzel zu Leiningen-Billigheim
- Graf Emich zu Leiningen-Neudenau (war nie anwesend)

### Vertreter der katholischen Kirche
- Johann Baptist Orbin,[3] Erzbischof von Freiburg (war nie anwesend)

### Vertreter der evangelischen Landeskirche
- Karl Wilhelm Doll, Prälat der Evangelischen Landeskirche

### Vertreter des grundherrlichen Adels

#### Oberhalb der Murg
- Freiherr Franz von und zu Bodman
- Graf Raban von Helmstatt
- Freiherr Hermann von Hornstein-Binningen
- Graf Heinrich von Kageneck

#### Unterhalb der Murg
- Graf Friedrich von Berlichingen
- Freiherr Ernst August Göler von Ravensburg
- Freiherr Carl Göler von Ravensburg
- Freiherr Karl Rüdt von Collenberg-Bödigheim

### Vertreter der Landesuniversitäten
- Hermann Schulze,[3] Geheimrat, Vertreter der Universität Heidelberg
- Hermann von Holst,[3] Geheimer Hofrat, Vertreter der Universität Freiburg

### Vom Großherzog ernannte Mitglieder
- Hermann Zimmer, Geheimrat
- Karl Knies,[3] Geheimrat
- Karl von Stösser,[3] Senatspräsident
- Karl Birnbaum,[3] Hofrat
- Philipp Diffené, Kaufmann
- Ferdinand Sander, Geheimer Kommerzienrat
- Konstantin Noppel, Kaufmann
- Otto Stein, Gutsbesitzer

## Präsidium der Zweiten Kammer
Präsident: August Lamey 

1. Vizepräsident: Karl Friderich 

2. Vizepräsident: Franz Xaver Lender

## Die gewählten Abgeordneten der Zweiten Kammer
Seit 1871 wurden die badischen Wahlbezirke nicht mehr wie von 1819 bis 1870 üblich mit separaten Nummernkreisen für Stadtwahlbezirke und Ämterwahlbezirke unterschieden, sondern nach geographischen Gesichtspunkten von Süden nach Norden fortlaufend von 1 bis 56 nummeriert. Nachfolgend sind jedoch die Stadtwahlbezirke und die Ämterwahlbezirke in zwei separaten Abschnitten zusammengefasst, wodurch die Nummerierung der Wahlbezirke jeweils unvollständig erscheint.

### Stadtwahlbezirke
| Wahlbezirk | Bezeichnung des Wahlbezirks              | Name des Abgeordneten                | Fraktion                          |
| ---------- | ---------------------------------------- | ------------------------------------ | --------------------------------- |
| 3.         | Wahlbezirk der Stadt Konstanz            | Otto Winterer                        | Nationalliberale Partei           |
| 9.         | Wahlbezirk der Stadt Lörrach mit Stetten | Reinhard Friedrich Vogelbach-Däublin | Nationalliberale Partei           |
| 18. I.     | Wahlbezirk der Stadt Freiburg            | Constantin Fehrenbach                | Katholische Volkspartei           |
| 18. II.    | Wahlbezirk der Stadt Freiburg            | Otto Kern                            | Katholische Volkspartei           |
| 21.        | Wahlbezirk der Stadt Lahr                | Otto Maurer                          | Nationalliberale Partei           |
| 26.        | Wahlbezirk der Stadt Offenburg           | Karl Emil Burg                       | Nationalliberale Partei           |
| 31.        | Wahlbezirk der Stadt Baden               | Albert Gönner                        | Nationalliberale Partei           |
| 32.        | Wahlbezirk der Stadt Rastatt             | Karl Vogel                           | Nationalliberale Partei           |
| 35. I.     | Wahlbezirk der Stadt Karlsruhe           | Friedrich Karl Christian Kiefer      | Nationalliberale Partei           |
| 35. II.    | Wahlbezirk der Stadt Karlsruhe           | August Lamey                         | Nationalliberale Partei           |
| 35. III.   | Wahlbezirk der Stadt Karlsruhe           | Karl Hoffmann                        | Nationalliberale Partei           |
| 37.        | Wahlbezirk der Stadt Durlach             | Karl Friderich                       | Nationalliberale Partei           |
| 41.        | Wahlbezirk der Stadt Bruchsal            | Tobias Josef Schmitt                 | Deutsche Volkspartei (Demokraten) |
| 42. I.     | Wahlbezirk der Stadt Pforzheim           | Karl Friedrich Herrmann              | Deutsche Volkspartei (Demokraten) |
| 42. II.    | Wahlbezirk der Stadt Pforzheim           | Emil Gustav Kraatz                   | Deutsche Volkspartei (Demokraten) |
| 45. I.     | Wahlbezirk der Stadt Mannheim            | Anton Bassermann                     | Nationalliberale Partei           |
| 45. II.    | Wahlbezirk der Stadt Mannheim            | Wilhelm Kopfer                       | Deutsche Volkspartei (Demokraten) |
| 45. III.   | Wahlbezirk der Stadt Mannheim            | Franz Heinrich von Feder             | Deutsche Volkspartei (Demokraten) |
| 48. I.     | Wahlbezirk der Stadt Heidelberg          | Heinrich Albert Mays                 | Nationalliberale Partei           |
| 48. II.    | Wahlbezirk der Stadt Heidelberg          | Heinrich Krausmann                   | Nationalliberale Partei           |

### Ämterwahlbezirke
| Wahlbezirk | Bezeichnung des Wahlbezirks                                                      | Name des Abgeordneten                     | Fraktion                   |
| ---------- | -------------------------------------------------------------------------------- | ----------------------------------------- | -------------------------- |
| 1.         | Wahlbezirk der Ämter Überlingen und Pfullendorf mit Teilen des Amtes Stockach    | Franz von Schmidsfeld                     | Nationalliberale Partei    |
| 2.         | Wahlbezirk des Amtes Meßkirch mit Teilen des Amtes Stockach                      | Johann Baptist Roder                      | Nationalliberale Partei    |
| 4.         | Wahlbezirk des Amtes Konstanz                                                    | Karl Friedrich Müller                     | Nationalliberale Partei    |
| 5.         | Wahlbezirk des Amtes Engen mit Teilen des Amtes Stockach                         | Eduard Müller                             | Nationalliberale Partei    |
| 6.         | Wahlbezirk des Amtes Bonndorf mit Teilen des Amtes Waldshut                      | Ferdinand Kriechle                        | Nationalliberale Partei    |
| 7.         | Wahlbezirk mit Teilen der Ämter Waldshut und Säckingen                           | Adolf Ernst Birkenmayer                   | Katholische Volkspartei    |
| 8.         | Wahlbezirk des Amtes St. Blasien mit Teilen der Ämter Schönau und Neustadt       | Ernst Friedrich Krafft                    | Nationalliberale Partei    |
| 10.        | Wahlbezirk des Amtes Lörrach (ohne Stetten)                                      | Karl Dreher                               | Nationalliberale Partei    |
| 11.        | Wahlbezirk des Amtes Schopfheim mit Teilen der Ämter Säckingen und Schönau       | Karl Grether                              | Nationalliberale Partei    |
| 12.        | Wahlbezirk des Amtes Müllheim mit Teilen des Amtes Staufen                       | Karl Wilhelm Däublin                      | Nationalliberale Partei    |
| 13.        | Wahlbezirk des Amtes Donaueschingen                                              | Emil August Friedrich Fieser              | Nationalliberale Partei    |
| 14.        | Wahlbezirk des Amtes Villingen mit Teilen des Amtes Neustadt                     | Heinrich Osiander                         | Nationalliberale Partei    |
| 15.        | Wahlbezirk mit Teilen der Ämter Staufen und Freiburg                             | Theodor Wacker                            | Katholische Volkspartei    |
| 16.        | Wahlbezirk des Amtes Breisach mit Teilen des Amtes Freiburg                      | Josef Hebting                             | Nationalliberale Partei    |
| 17.        | Wahlbezirk des Amtes Waldkirch mit Teilen der Ämter Emmendingen und Freiburg     | Ernst Jörger                              | Nationalliberale Partei    |
| 19.        | Wahlbezirk mit Teilen des Amtes Emmendingen                                      | Friedrich Freiherr Neubronn von Eisenburg | Katholische Volkspartei    |
| 20.        | Wahlbezirk des Amtes Ettenheim mit Teilen des Amtes Emmendingen                  | Stephan Leipf                             | Nationalliberale Partei    |
| 22.        | Wahlbezirk des Amtes Lahr mit Teilen des Amtes Offenburg                         | Wilhelm Flüge                             | Nationalliberale Partei    |
| 23.        | Wahlbezirk des Amtes Triberg mit Teilen des Amtes Wolfach                        | Anton Schmidt                             | Nationalliberale Partei    |
| 24.        | Wahlbezirk mit Teilen der Ämter Wolfach und Offenburg                            | Albert Förderer                           | Katholische Volkspartei    |
| 25.        | Wahlbezirk mit Teilen des Amtes Offenburg                                        | Franz Karl Roßhirt                        | Katholische Volkspartei    |
| 27.        | Wahlbezirk des Amtes Kehl                                                        | Gustav Hauß                               | Nationalliberale Partei    |
| 28.        | Wahlbezirk des Amtes Oberkirch mit Teilen des Amtes Achern                       | Franz Ludwig Meyr                         | Katholische Volkspartei    |
| 29.        | Wahlbezirk mit Teilen der Ämter Achern und Bühl                                  | Georg Karl Lauck                          | Katholische Volkspartei    |
| 30.        | Wahlbezirk des Amtes Baden mit Teilen der Ämter Bühl und Rastatt                 | Maximilian Wilhelm Reichert               | Katholische Volkspartei    |
| 33.        | Wahlbezirk mit Teilen des Amtes Rastatt                                          | Bernhard Belzer                           | Nationalliberale Partei    |
| 34.        | Wahlbezirk des Amtes Ettlingen mit Teilen des Amtes Rastatt                      | Franz Xaver Lender                        | Katholische Volkspartei    |
| 36.        | Wahlbezirk des Amtes Karlsruhe                                                   | Karl August Schneider                     | Nationalliberale Partei    |
| 38.        | Wahlbezirk des Amtes Durlach mit Teilen des Amtes Bruchsal                       | Karl Kirchenbauer                         | Deutschkonservative Partei |
| 39.        | Wahlbezirk des Amtes Bretten mit Teilen des Amtes Bruchsal                       | Jakob Walz                                | Nationalliberale Partei    |
| 40.        | Wahlbezirk mit Teilen des Amtes Bruchsal                                         | Hieronimus Nopp                           | Katholische Volkspartei    |
| 43.        | Wahlbezirk des Amtes Pforzheim                                                   | Johann Heinrich Georg Frank               | Nationalliberale Partei    |
| 44.        | Wahlbezirk des Amtes Schwetzingen mit Teilen des Amtes Mannheim                  | Heinrich Albert Frech                     | Nationalliberale Partei    |
| 46.        | Wahlbezirk des Amtes Weinheim mit Teilen des Amtes Mannheim                      | Heinrich Förster                          | Nationalliberale Partei    |
| 47.        | Wahlbezirk des Amtes Wiesloch mit Teilen des Amtes Heidelberg                    | Heinrich Sieber                           | Nationalliberale Partei    |
| 49.        | Wahlbezirk mit Teilen des Amtes Heidelberg                                       | Hermann Strübe                            | Nationalliberale Partei    |
| 50.        | Wahlbezirk des Amtes Eppingen mit Teilen des Amtes Sinsheim                      | Heinrich August Wittmer                   | Nationalliberale Partei    |
| 51.        | Wahlbezirk mit Teilen des Amtes Sinsheim                                         | Otto Frey                                 | Nationalliberale Partei    |
| 52.        | Wahlbezirk des Amtes Eberbach mit Teilen des Amtes Buchen                        | Wilhelm Kieser                            | Katholische Volkspartei    |
| 53.        | Wahlbezirk des Amtes Mosbach                                                     | August Strauß                             | Nationalliberale Partei    |
| 54.        | Wahlbezirk des Amtes Wertheim mit Teilen der Ämter Buchen und Tauberbischofsheim | Rudolf Freiherr von Buol-Berenberg        | Katholische Volkspartei    |
| 55.        | Wahlbezirk mit Teilen des Amtes Tauberbischofsheim                               | Franz Junghanns                           | Katholische Volkspartei    |
| 56.        | Wahlbezirk der Ämter Adelsheim und Boxberg                                       | Hermann Klein                             | Nationalliberale Partei    |

## Belege und Anmerkungen
1. ↑   Ludwig Bauer, Bernhard Gißler: Die Mitglieder der Ersten Kammer der Badischen Ständeversammlung von 1819 – 1912. Fidelitas, Karlsruhe 1913, 5. Auflage, S. 49
2. ↑   Adolf Roth und Paul Thorbecke: Die badischen Landstände. Landtagshandbuch. Verlag der G. Braunschen Hofbuchdruckerei, Karlsruhe 1907, S. 271
3. 1 2 3 4 5 6 7 8 9 10 11 12 13  Dieser Mandatsträger ist in den amtlich veröffentlichten Abgeordnetenlisten als promovierter Akademiker ausgewiesen, d. h. dort üblicherweise mit einem vor dem Namen stehenden Doktor-Grad verzeichnet
4. 1 2 3 4 5 6 7 8 9 10 11 12 13 14 15  Von 1869 bis 1888 hieß das Pendant zum Zentrum in Baden Katholische Volkspartei; siehe dazu den externen Link zur Erläuterung des Begriffs Katholische Volkspartei Baden auf der Seite "alemannische-seiten.de"
5. 1 2  Bis 1931 hieß die Stadt Baden-Baden nur Baden.
6. 1 2 3 4 5  Von 1868 bis 1878 hieß das Pendant zur Deutschen Volkspartei in Baden Demokratische Partei